# 政友本党
政友本党（せいゆうほんとう）は、日本の帝国議会における政党。

## 概要
1924年1月に成立した清浦内閣への対応を巡り、議会第一党であった立憲政友会が分裂したことにより、同年1月29日、発足した。政友会の過半数の議員が参加したことにより比較第一党となり、清浦内閣の与党となったが、ほどなくして第15回衆議院議員総選挙の敗北、護憲三派による加藤高明内閣の成立により野党に転落する。政友会、憲政会との三党鼎立状態で両党との連携を繰り返したのち、1927年6月1日、憲政会と合流して立憲民政党を発足させ、党史を終えた。

## 歴史
立憲政友会は原敬総裁のもとで党勢を拡大し、原内閣の与党として国政を主導していたが、1921年（大正10年）に原総裁が暗殺されると、暫定的措置として後継となった高橋是清総裁の下で、党内対立が勃発する。1922年（大正11年）、高橋首相が田健治郎台湾総督への禅譲を視野に内閣改造を目論むと、これに賛成する総裁派（改造派、のちに非改革派）と、非主流派（非改造派、のちに改革派）が対立し、閣内不一致を引き起こす。6月6日、高橋内閣は総辞職、中橋徳五郎文部大臣・元田肇鉄道大臣ら非主流派を党から除名したうえでの再度の大命降下を目論むも。元老会議は、次期総選挙までは藩閥陣営で政権を預かることとし、加藤友三郎内閣、第2次山本内閣と、非政党内閣が続く。6名は12月8日に復党したものの、藩閥内閣との関係や普通選挙問題を巡り、高橋総裁の下で普通選挙を実現しようとする横田ら「幹部派」と普通選挙よりも政権獲得を優先すべきであるとする床次ら「改革派」との対立が深まった。
清浦内閣が成立すると、これへの対応を巡って党内が二分される。1924年1月15日、党常任幹部会にて、高橋総裁は政権奪還を志す意義を示した。これに対して床次竹二郎・山本達雄・中橋徳五郎・元田肇らは離党を決断。これに同調する代議士は多数出て、1月29日に政友本党が結党された時点で、参加者は149名、残留者129名と、突如として第一党に躍り出た。対する残留派は憲政会、革新倶楽部と連携、清浦内閣の倒閣運動（第二次護憲運動）を行う。
党の理念としては、協調と妥協によって中道を歩む憲法政治を実現し、「政界縦断の理想」を確立する模範的政党を目指すことを掲げ、政友会に代わって国家の中核を担おうとした。
5月10日投開票の第15回衆議院議員総選挙には与党として臨んだが、開票結果は、憲政会152議席、政友本党111議席、政友会102議席、革新倶楽部30議席となり、政友本党は敗北。憲政会、政友会、革新倶楽部の3党（護憲三派）による加藤高明内閣が発足し、政友本党は野党に転落した。なお、この総選挙は帝国議会における政府与党が敗北したほぼ唯一の例外となった。
加藤内閣に対しては野党第一党として帝国議会で対峙し、第49回帝国議会では、農村振興・義務教育費の国庫負担増額、水産助成・預金部資金運用委員会設置を4大建議案として提出。翌1925年の第50回帝国議会で普通選挙法が成立した際には、25歳以上の戸主（世帯主）に選挙権を与える修正案を提出したが、否決された。これは戸主であれば女性でも選挙権を与えるという案であった。
- 改正前の有権者：約330万人（納税額制限あり）
- 護憲三派政府案：約1,415万人（25歳以上の男子へ無条件）
- 政友本党案：940万人（25歳以上の世帯主、女子も可）

同法成立後、連立与党間の協調が崩れ、政友会が田中義一新総裁の下で離反の動きを見せると、政友本党では政友会への復帰（政本合同）の議論が出てくる。1925年7月31日、加藤内閣は閣内不一致により総辞職。政友本党と政友会は提携申し合わせを行い、両党合計すると憲政会の議席数を上回ることから、次期政権奪取を目論むが、首相推薦権を握っていた西園寺公望元老は、陰謀による多数派工作による政権交代を拒否。加藤前首相への再度の大命降下と加藤内閣の継続となり、与党復帰に失敗する。
翌1926年1月30日、加藤首相の死去により若槻礼次郎が後継の首相に就任、憲政会の少数与党が継続すると、政局は不安定化する。政友本党は、時に憲政会の議会対策に協力し、時には政友会と連携して内閣を攻撃するといった、情勢によって立場を変える国会戦術をとる。1927年2月、政友本党は憲政会との間で密約を結び、夏ごろをめどに若槻内閣は総辞職、床次を首班とする憲本連立内閣を樹立させる見込みとなる。
ところが4月17日、昭和金融恐慌への対処を誤り、若槻内閣は総辞職。密約は空手形となり、野党政友会を与党とする田中義一内閣が発足。政友本党はまたしても野党に転落する。その後、政友会と憲政会の二大政党化の機運が高まる中、政友本党は憲政会へ合流することとなり、6月1日、両党は合併。立憲民政党が発足することとなる。

## 党運営
結党当初は総裁を置かず、総務5人（床次竹二郎、山本達雄、中橋徳五郎、元田肇、杉田定一）の集団指導体制としたが、野党転落後、加藤内閣への対決姿勢を明確にするため、1924年6月24日、臨時大会で党則を改正して総裁を設置。山本が固辞したことにより、床次が就くこととなった。
第49回帝国議会を前に床次を総裁に選出し、残りの総務4人は顧問へ退いた。床次は平生釟三郎の支援で政治資金を得ていたが、党としての政治資金調達能力としては弱かったため、政友本党の政治資金は主に山本・中橋の二人が調達を担当し、この3人が党の実質的幹部であった。
6月9日に「臨時政務調査会」が設置された当初は院外から前代議士や非代議士が加わっており、戦後政治で活躍した大野伴睦や益谷秀次なども名を連ねた。しかし、30日以前に正式に「政務調査会」として発足した時点では議員限定の組織に整理された。また、24日の代議士会では議案提出のルール作りが制定され、院内総務や政務調査会の審議を通した党の統制が図られた。
「政務委員会」と並ぶもう一つの委員会である「党務委員会」は大会・総会の開催、入党者情報、選挙対策と党勢に関して必要に応じて断片的・個別的に対応していた。しかし、1926年（大正15年）6月2日に高見之通委員長が辞任し、後任に原田左之治が配置されてからは党務新事業として、地方の政情調査、地方青年との連絡、宣伝の普及、支部の新設、政治教育運動、重要政策の研究などの目標と達成手段が7月に掲げられ、戦略的・系統的な党務運営が始まった。
一方で、野党転落後は脱党が相次いだ。政本合同が進んでいた1926年12月、衆議院の常任委員長ポストの割り振りをめぐって交渉が決裂したのを受けて、復帰派による五月雨式脱党が起きる。12月29日、中橋徳五郎・鳩山一郎ほか合同促進派22名が脱党し、翌年2月にその多くが政友会に復党した。1月20日の党大会では顧問の川原茂輔などの引き締めがあった。
普通選挙法により拡大した選挙権に対応するため、政友本党では都市部と地方で戦略を分けて地域組織を作り、票の掘り起こしと獲得に努めた。主に都市部では党首名に地域の名を関した「床次会」という党首後援会を発足させて大量動員し、国政を争点とした野党連携を利用した地域組織を構成した。また地方においては地元代議士を中心とした地盤固めや、新規地盤を開拓するために地方組織を立ち上げた。

### 幹部人事
歴代総裁一覧
結党当初は総裁を置かず、5人の総務（山本達雄・元田肇・中橋徳五郎・床次竹二郎・杉田定一）による集団指導体制をとっていたが、総選挙敗北後の1924年（大正13年）6月24日の党大会において党則を改正し、総裁制に移行した。
| 代 | 総裁 | 総裁       | 在任期間                                     |
| -- | ---- | ---------- | -------------------------------------------- |
| 1  |      | 床次竹二郎 | 1924年（大正13年）6月 - 1927年（昭和2年）6月 |

幹事長
- 高橋光威　（1924年1月-1924年6月）
- 田中隆三　（1924年6月-1925年4月）
- 松浦五兵衛　（1925年4月-1926年3月）
- 小橋一太　（1926年3月-1927年6月）

総務
- 山本達雄、元田肇。
- 中橋徳五郎、杉田定一、川原茂輔、鳩山一郎。
- 桜内幸雄、中村啓次郎。[11]

## 組織

### 床次会
原内閣・高橋内閣の内務大臣を務めた床次総裁について上杉慎吉は高い評価を与えており、1925年（大正14年）1月15日、純正普選期成会のメンバーとして護憲三派と対立していた上杉は同じく護憲三派と対峙していた床次総裁へ政友本党がどうあるべきかを「政友本党論」の名で献策し、床次はこれを印刷・謄写してパンフレットとして配布している。この中で上杉は、政友本党を中心として政友会との合同をすべきこと、普通選挙法案への対応、新有権者の取り込むことなどを進言している。
これを受けてイギリスの政党などを研究した床次は、政友本党において地方組織の拡充としての代議士・党員を中心に構成される「地方支部」の他に、都市部の知識人・青年層をターゲットに開かれた会合であり総裁後援会の意味合いもある「床次会」の設立に動いた。このように政友会や憲政会に比して最も保守的と目されていた政友本党でも普通選挙の導入による環境変化に適応するための組織作りを行い、名望家政党から大衆政党へ変質を遂げていった。なお、床次会の拡張に影響されてか、憲政会においても若槻会という組織が1926年（大正14年）4月1日に若槻の地元である島根県人を中心に結成され、また若槻会は北陸でも組織された。床次会、若槻会については民政党への合同後も存続し、第1回普通選挙を戦う基盤を担った。
- 「大阪床次会」発足式、1925年（大正14年）10月25日、京阪神の有志学生2,000人規模（大阪各区の当選ラインは2～3,000票台）
- 「奈良床次会」発足式、1925年（大正14年）12月
- 「兵庫県床次会」1925年（大正14年）12月、発足
- 「奈良床次会」総会、1926年（大正15年）4月21日、1,500人規模、講演会は2,000人規模（奈良1区の前回当選ラインは785票）
- 「大阪床次会」第2回総会、1926年（大正15年）4月26日、4,000人規模。演説会は5,500人規模（演説会は実業同志会と提携した「政治更新連盟」と合同で開催）
- 「八幡床次会」発足式、1926年（大正15年）7月10日、福岡県にて町村有志の3,000人規模
- 「佐世保床次会」発足式、1926年（大正15年）7月12日、会員は3,500人規模、講演会は4,000人規模
- 「名古屋床次会」発足式、1926年（大正15年）10月3日、名古屋市にて13,000人規模（愛知1区の当選ラインは約4,300票）
- 「岐阜県床次会」発足式、1926年（大正15年）10月13日、5,000人規模
- 「岡山床次会」発足式、1926年（大正15年）10月26日、会員は3,000人規模（政友会へ合流した犬養毅の地盤の切り崩し）
- 「南信床次会」発足式、1926年（大正15年）11月1日、長野県辰野町にて1,500人規模
- 「愛知県床次会尾北支部」発足式、1926年（大正15年）11月11日、犬山町にて
- 「宮城県床次会」発足式、1926年（大正15年）11月23日、仙台市にて2,800人規模（宮城1区の当選ラインは約2,400票）
- 「東京床次会」

## 刊行物
- 『党報』政友本党の機関紙、35冊が刊行。
- 政友本党誌編纂所 著、麻生大作 編『政友本党誌』1927年。NDLJP:1465378。：解党直後に編纂された政友本党の正史。